# Edmund Bačinský
Edmund Bačinský, ukrajinsky Едмунд Степанович Бачинський, [Edmund Stepanovyč Bačynskyj], též Edmund Bačínský (13. června 1880 Kalyny - 1947 Gulag v Donbasu nebo na Sibiři) byl československý meziválečný politik rusínské národnosti, zastupující agrární stranu na Podkarpatské Rusi.

## Biografie
Narodil se v obci Kalyny v tehdejší Marmarošské župě v Uhersku (nyní Ukrajina). Domovskou obcí byla Jasiňa. Absolvoval práva v Budapešti a v období let 1919–1921 byl advokátem v Košicích. Zastával úřad přednosty okresního soudu v Užhorodu. Profesí byl soudním radou v Užhorodě.
Od počátku 20. let patřil mezi hlavní představitele agrárního hnutí na Podkarpatské Rusi. Byl členem zemského zastupitelstva a zemského výboru. Byl rovněž předsedou Zemského družstevního svazu, předsedou dozorčí rady Obchodní jednoty v Užhorodu, zakladatelem a předsedou Sportovního klubu Rusij a členem výboru Společnosti Alexandra Duchnoviče.
V parlamentních volbách v roce 1929 získal za agrární stranu senátorské křeslo v Národním shromáždění. Mandát obhájil v parlamentních volbách v roce 1935. V senátu zasedal až do 20. ledna 1939, kdy v důsledku rozpuštění politických stran na Podkarpatské Rusi ztratil mandát.
Zastával i vládní post. V roce 1938 se stal zastáncem autonomie Podkarpatské Rusi (nyní již Karpatské Ukrajiny) v rámci Druhé republiky a působil od 11. října do 1. prosince 1938 jako ministr vnitra v prvních dvou autonomních vládách této země (vláda Andreje Bródyho a první vláda Augustina Vološina).
Poté, co 18. března 1939 Maďarské království obsadilo Podkarpatskou Rus, se Bačinský rozhodl opustit politiku. Po druhé světové válce ho 19. listopadu 1944 NKVD odvlekla do Sovětského svazu, kde zemřel roku 1947 ve vězení.